# Alcantud
Alcantud é um município da Espanha, na província de Cuenca, comunidade autônoma de Castela-Mancha. Tem 57,63 km² de área e em 2021 tinha 48 habitantes (densidade: 0,8 hab./km²). Limita com os municípios de Albendea, Arandilla del Arroyo, Carrascosa, El Pozuelo, Priego, Vindel, El Recuenco, Cañizares e Castilforte.